# Kim Hill
Kim Hill, née le 14 janvier 1972 à New York, est une chanteuse. Elle rejoint le groupe Black Eyed Peas en 1995 et le quitte en 2000 pour une carrière solo. Elle est remplacée en 2002 par Fergie.
En 2007, elle sort Okada Taxi.

## Biographie
Hill grandit à Camillus, dans la banlieue de Syracuse. Elle est élevée par sa mère célibataire dans un quartier blanc. En grandissant, elle est à la croisée des codes comportementaux entre ses groupes d'amis noirs et blancs.
Hill est divorcée et a un enfant. Elle a également un frère.

## Discographie
Avec Black Eyed Peas
- 1998 : Behind the Front
- 2000 : Bridging the Gap

En solo
- 2000 : Surrender to Her Sunflower
- 2003 : Suga Hill
- 2007 : Okada Taxi